# Années 1920 av. J.-C.
Les années 1920 av. J.-C. couvrent les années de 1929 av. J.-C. à 1920 av. J.-C.

## Évènements

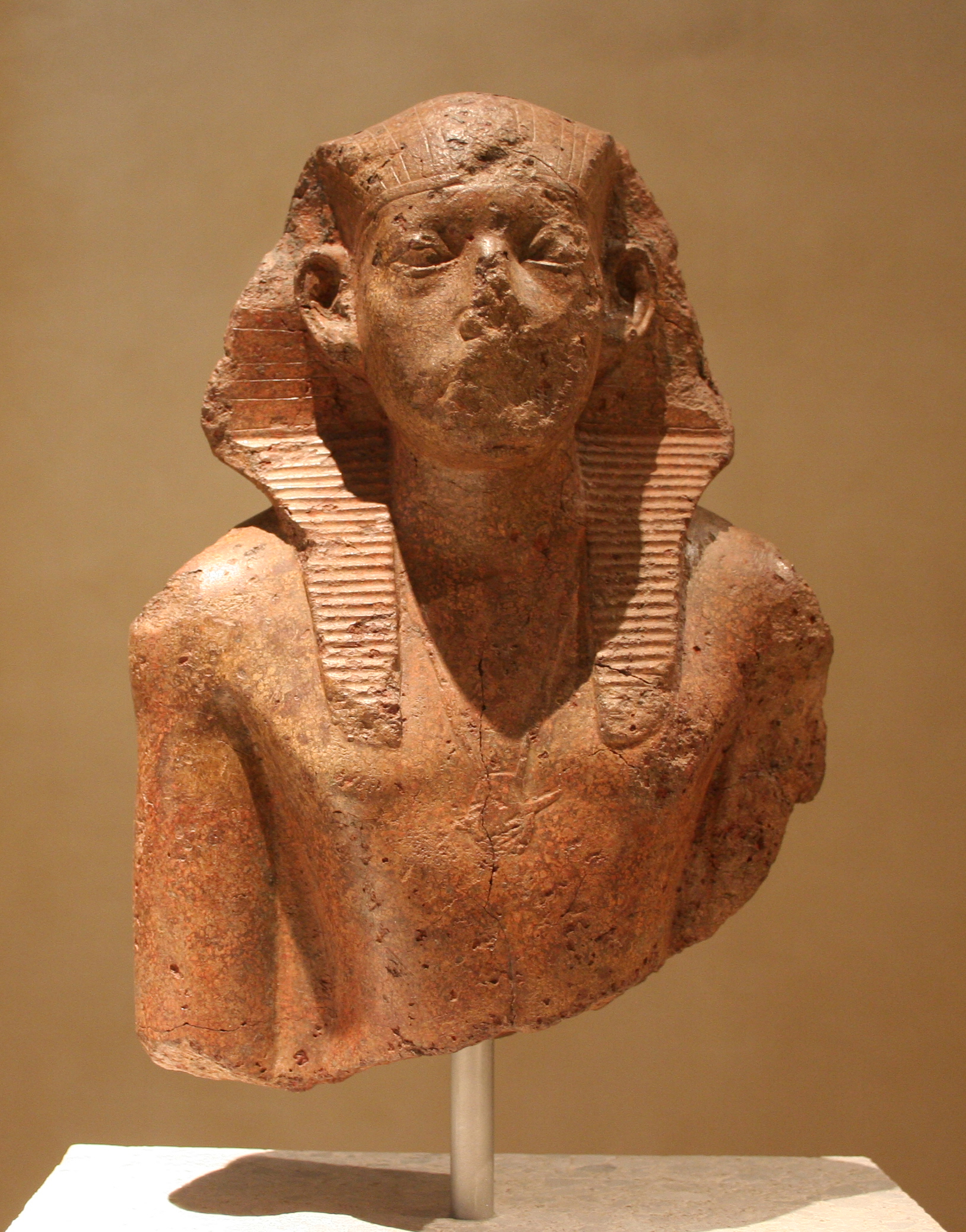
Buste d'Amenemhat II. Ägyptisches Museum, Berlin

- 1929 av. J.-C. : date présumée de la fin du règne de Sésostris Ier et du début du règne d'Amenemhat II en Égypte (fin en 1895 av. J.-C.)[1]. Contact entre l'Egypte et Qatna attesté par la présence d'un sphinx avec une dédicace de la princesse Ita, fille Amenemhat II dans le temple de Ningal[2].
- 1924 av. J.-C.[3] : début des guerres entre Isin et Larsa. Gungunum de Larsa attaque le roi d’Isin et s’empare d’Ur, ce qui lui permet de prendre le titre de « roi de Sumer et d’Akkad » et surtout de détourner à son profit une partie du commerce méridional. Au cours des années suivantes, il devient maître de Dêr, de Suse, de Lagash et d’Uruk, ce qui donne à Larsa la moitié de la basse Mésopotamie et une ouverture sur le golfe[4]. Il réaménage le réseau des canaux, renforce ses fortifications et construit des temples[5].
- 1923 av. J.-C.[3] : à Isin, un usurpateur, Ur-Ninurta, s’empare du trône à la mort de Lipit-Ishtar. Il règne jusqu’en 1896 av. J.-C.[6].
- Vers 1920 av. J.-C. : fin supposée de la dynastie des Shakkanakku de Mari[7].